# Ural–4320

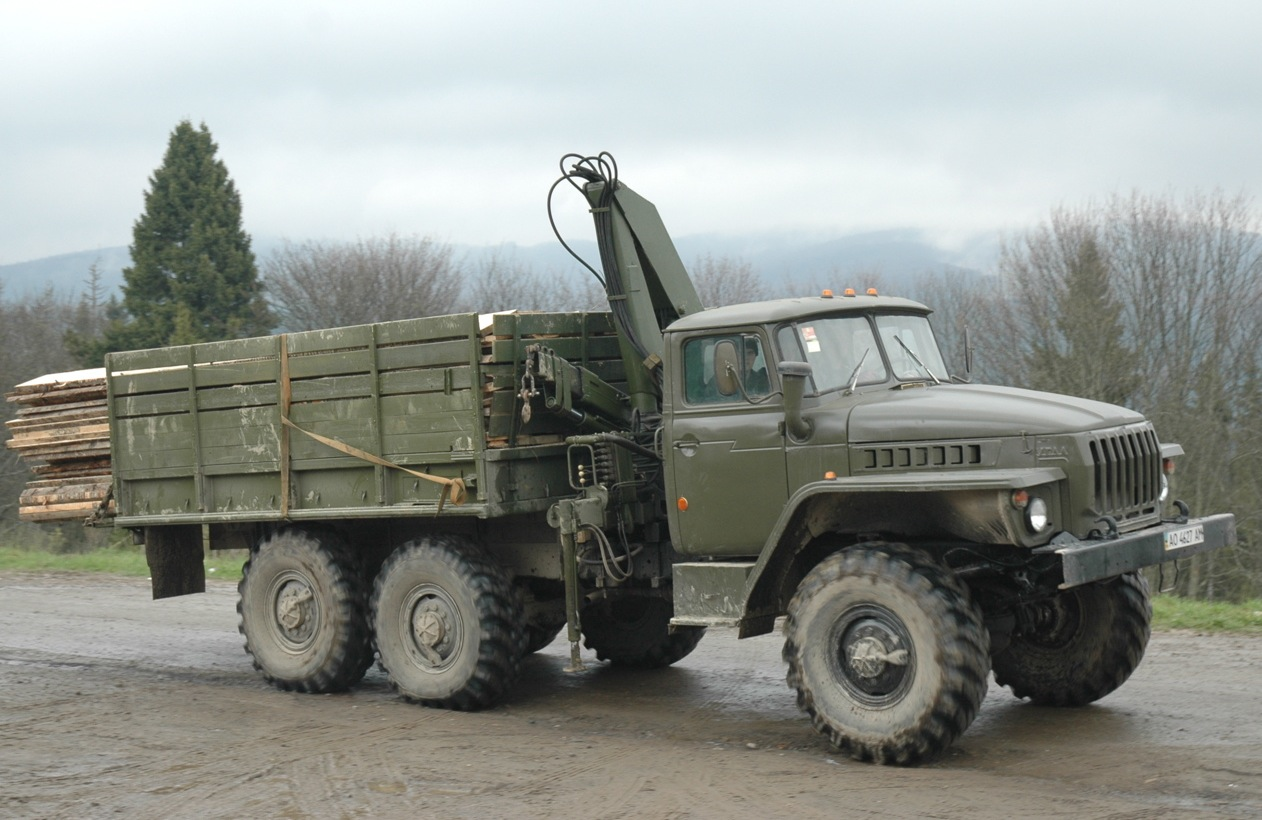
Ural–4320 tehergépkocsi Ukrajnában, a Vereckei-hágón

Az Ural–4320 általános célú, 6×6 hajtásképletű tehergépkocsi, amelyet a Szovjetunióban elsősorban katonai feladatokra fejlesztettek ki.

## Története
1976-ban mutatták be, sorozatgyártása 1977-ben kezdődött és még ma is gyártja a Miasszban működő, a GAZ-csoporthoz tartozó Ural Autógyár. Az Ural–4320 az Ural–375D továbbfejlesztett változata.  Az Ural–4320 alváznak nagy magasságának köszönhetően nagyon kedvelt olyan helyeken, ahol az utak nehezen járhatók. Az Ural–4320 megbízhatósága és  könnyű javítása, fenntartása miatt kedvelt még. Használják a BM–21 Grad rakétasorozat-vető alvázaként is.
Kezdetben KAMAZ–740 típusú V8-as dízelmotorral szerelték fel. A KamAZ-nál 1993-ban pusztított tűz miatt a motorgyártó sor tönkrement, így az Ural–4320-hoz a Jaroszlavli Motorgyár  JaMZ–236 és JaMZ–238 típusú motorjait kezdték használni. 2003-tól az Euro-2 normáknak megfelelő JaMZ–236NE2 motorokkal készült.
A Magyar Honvédségnél is alkalmazzák ezeket a katonai teherautókat, a Rába és MAN típusú katonai teherautók váltják. Polgári használatban gyakran használják tűzoltó-teherautóként, szemétszállítóként. 4×4-es hajtásképletű változata az Ural–43206.

## Külső hivatkozások
- Az Ural Autógyár honlapja (oroszul)
- Az Ural–4320 a gyártó honlapján (oroszul)